# Irwan Shah
Muhammad Irwan Shah bin Arismail (ur. 2 listopada 1988 w Singapurze) – singapurski piłkarz, grający na pozycji obrońcy.

## Kariera klubowa
Karierę piłkarską Shah rozpoczął w klubie Young Lions, gdzie występował w latach 2008–2011. W barwach tego klubu Shah rozegrał 82 spotkania i strzelił 2 gole.
W latach 2012–2013 Shah był zawodnikiem Singapore Lions XII. W latach 2014–2015 grał w Warriors FC, a w 2016 przeszedł do Tampines Rovers.

## Kariera reprezentacyjna
W reprezentacji Singapuru Shah zadebiutował w 2010 roku. Wraz z reprezentacją wygrał on AFF Suzuki Cup w 2012 roku. Dotychczas w kadrze narodowej Shah rozegrał 16 spotkań i nie zdobył bramki.